# Cocytius medor
Cocytius medor är en fjärilsart som beskrevs av Stoll 1782. Cocytius medor ingår i släktet Cocytius och familjen svärmare. Inga underarter finns listade i Catalogue of Life.